# Middelbourg
Pour les articles homonymes, voir Middelburg.
Middelbourg (en néerlandais : Middelburg) est une commune et une ville néerlandaise située sur l'ancienne île de Walcheren sur le canal de Walcheren. Chef-lieu de la province de Zélande, la ville compte 46 554 habitants.
L'Hôtel de ville de Middelbourg, reconstruit au XVIe siècle après un incendie, est l'un des plus beaux édifices de la ville. Son beffroi et sa façade principale, véritables dentelles de pierre, en font l'un des exemples les plus achevés du gothique flamboyant.
Fondée au XIIe siècle par des moines de l'ordre des Prémontrés, l'abbaye de la ville abrite deux églises gothiques : la Nieuwe Kerk et la Koorkerk, ainsi que le musée de la Zélande. Middelbourg est en outre le siège de la Roosevelt Academy, une petite université cependant prestigieuse, et abrite sur son territoire l'aéroport de Midden-Zeeland (nl), desservant la province.
Au début du XVIIe siècle, cette ville, rivale d'Amsterdam avait une activité commerciale qui offrait aux artistes les motifs précieux tels que plats chinois et coquillages, que l'on retrouve dans les tableaux de Balthasar van der Ast. L'Ecole de peinture de Middlebourg fut fondée par Ambrosius Bosschaert, spécialiste des natures mortes de fleurs et beau-frère de van der Ast.

## Histoire
Depuis l'ensemble des ports de la côte de Zélande, au sein des Provinces-Unies, 688 expéditions de traite négrière ont été organisées, ce qui en faisait le cinquième complexe négrier européen.

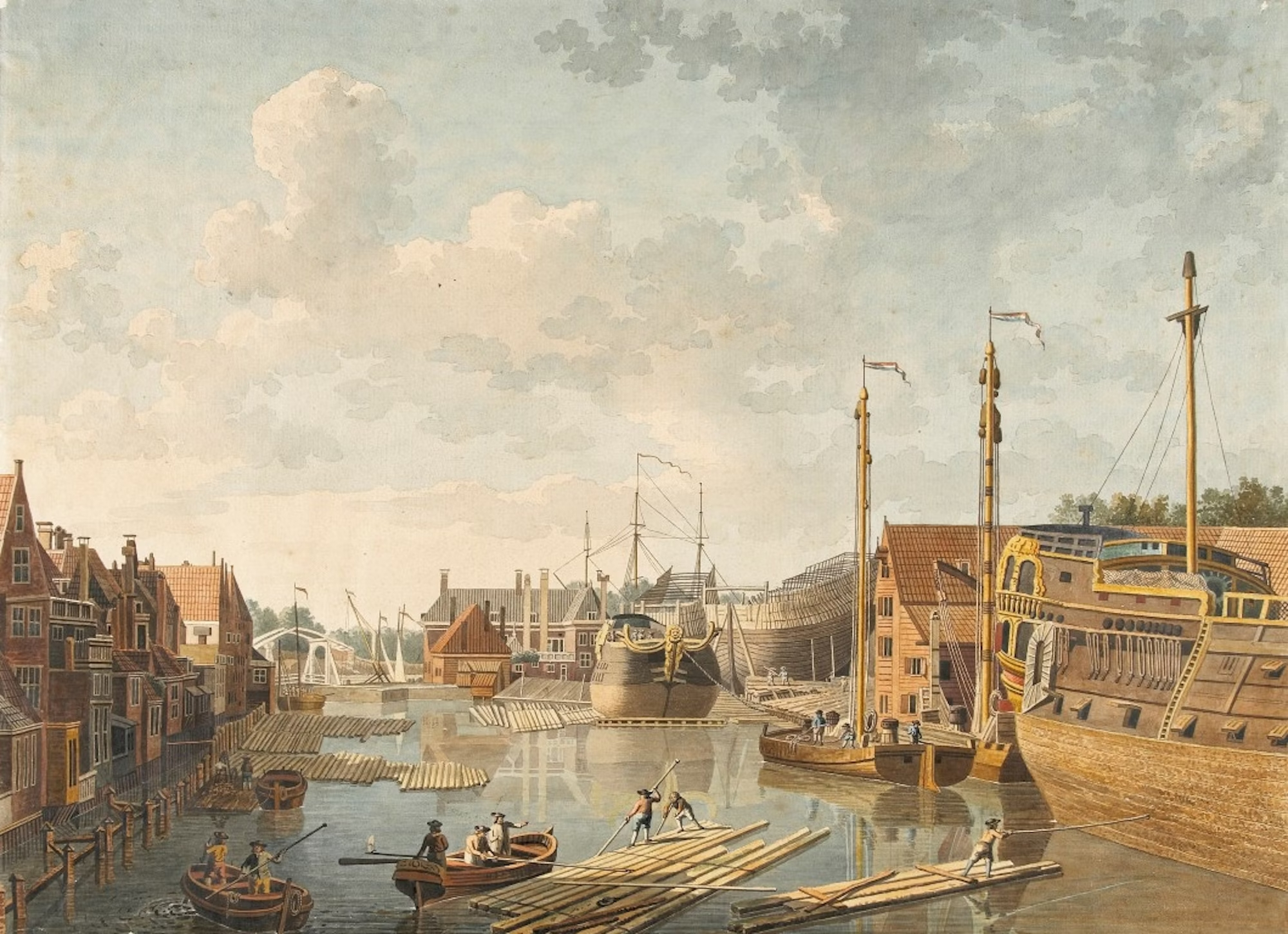
Chantier naval à Middelbourg, par Jan Arends, 1778.
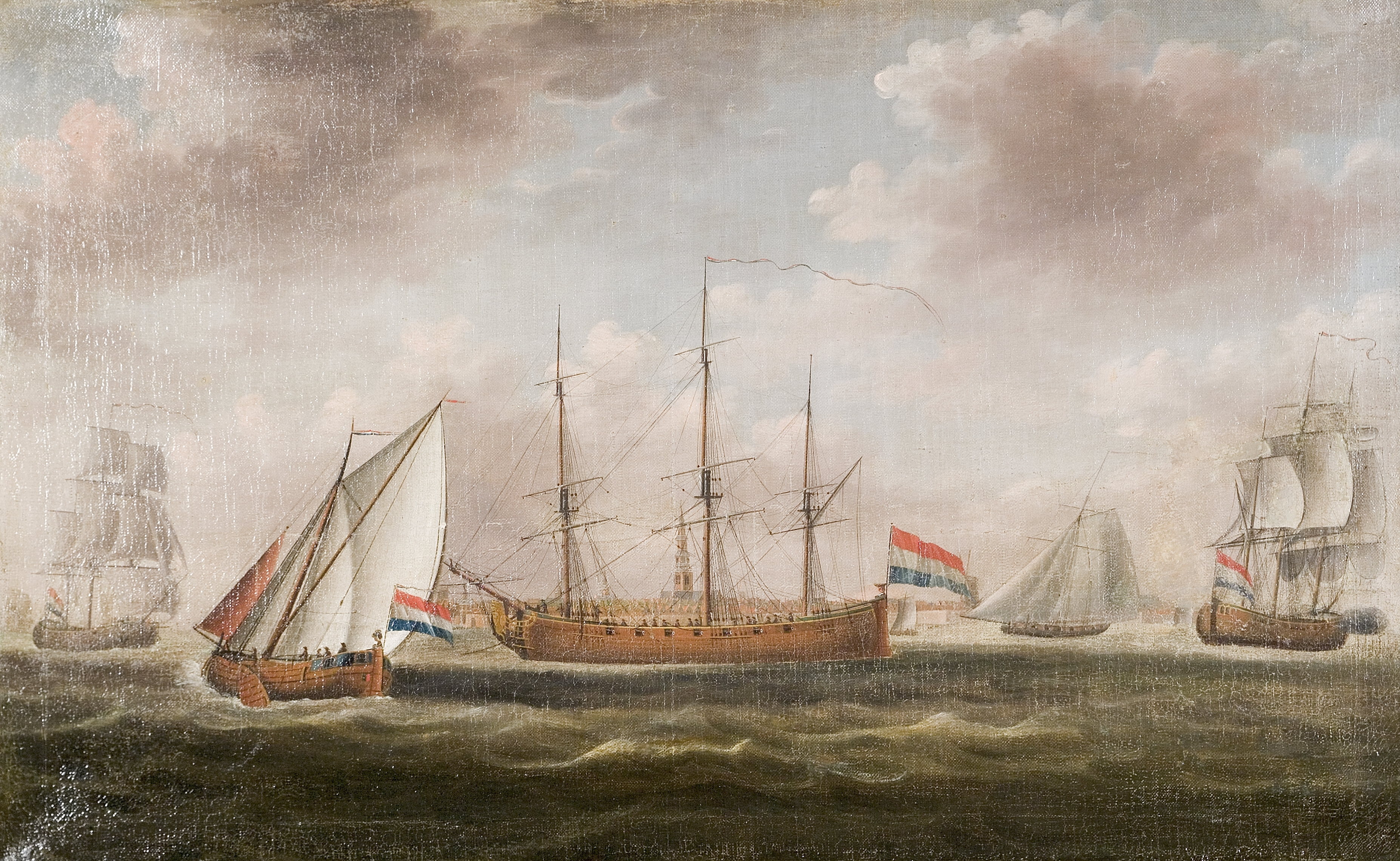
Navire négrier de la Middelburgsche Commercie Compagnie (en) dans la rade de Flessingue en 1779.

## Localités
Hormis la ville de Middelbourg, la commune comprend les localités suivantes :
- Arnemuiden
- Brigdamme
- Kleverskerke
- Nieuw- en Sint Joosland
- Sint-Laurens

## Personnalités liées à la localité
- Adriaan de Jonghe (Hadrianus Junius) (1511-1575), médecin, humaniste et poète néerlandais ;
- Jacob van Geel (vers 1585 - après 1638), peintre néerlandais ;
- Pierre de Joncourt (1648 - 1720), pasteur français, prédicateur de la communauté des réfugiés huguenots ;
- Jakob Roggeveen (1659 - 1729), notaire, officier de Justice et explorateur néerlandais découvreur de l'Île de Paques ;
- Jacoba van den Brande (1735 - 1794), personnalité du monde de la culture et des sciences néerlandaise ;
- Willem de Beveren (1749-1820), homme politique néerlandais ;
- Jacob Egmondt Austen (1754-1804), homme politique néerlandais ;
- Anna Adelaïde Abrahams (1849-1930), peintresse de natures mortes
- Lili Bleeker (1897-1985), physicienne néerlandaise ;
- Etty Hillesum (1914-1943), jeune femme juive et mystique, née à Middelburg et morte au camp de concentration d’Auschwitz ;
- Mariëlle Fiolet (1943- ), actrice néerlandaise.

## Villes jumelées
- Vilvorde (Belgique)
- Nagasaki, (Japon)
- Głogów (Pologne)
- Simeria et Teiuș (Roumanie)
- Folkestone (Royaume-Uni)

## Honneur
L'astéroïde (346886) Middelburg est nommé en son honneur.

## Galerie

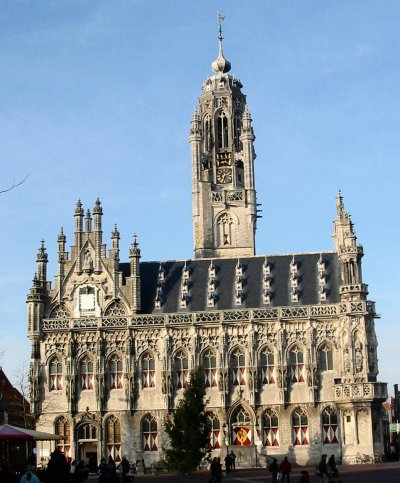
Hôtel de ville.
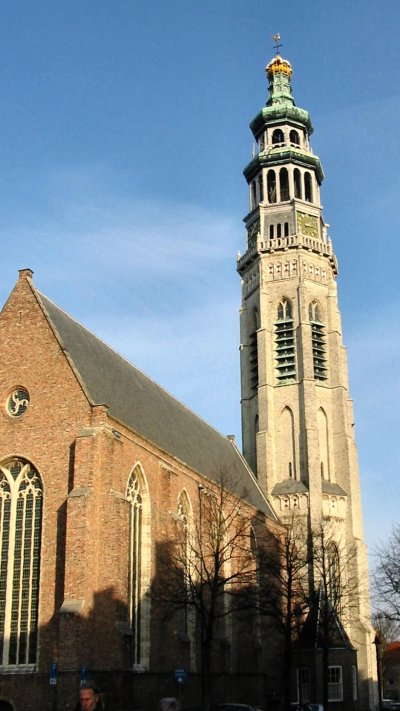
Lange Jan et De Nieuwe Kerk.
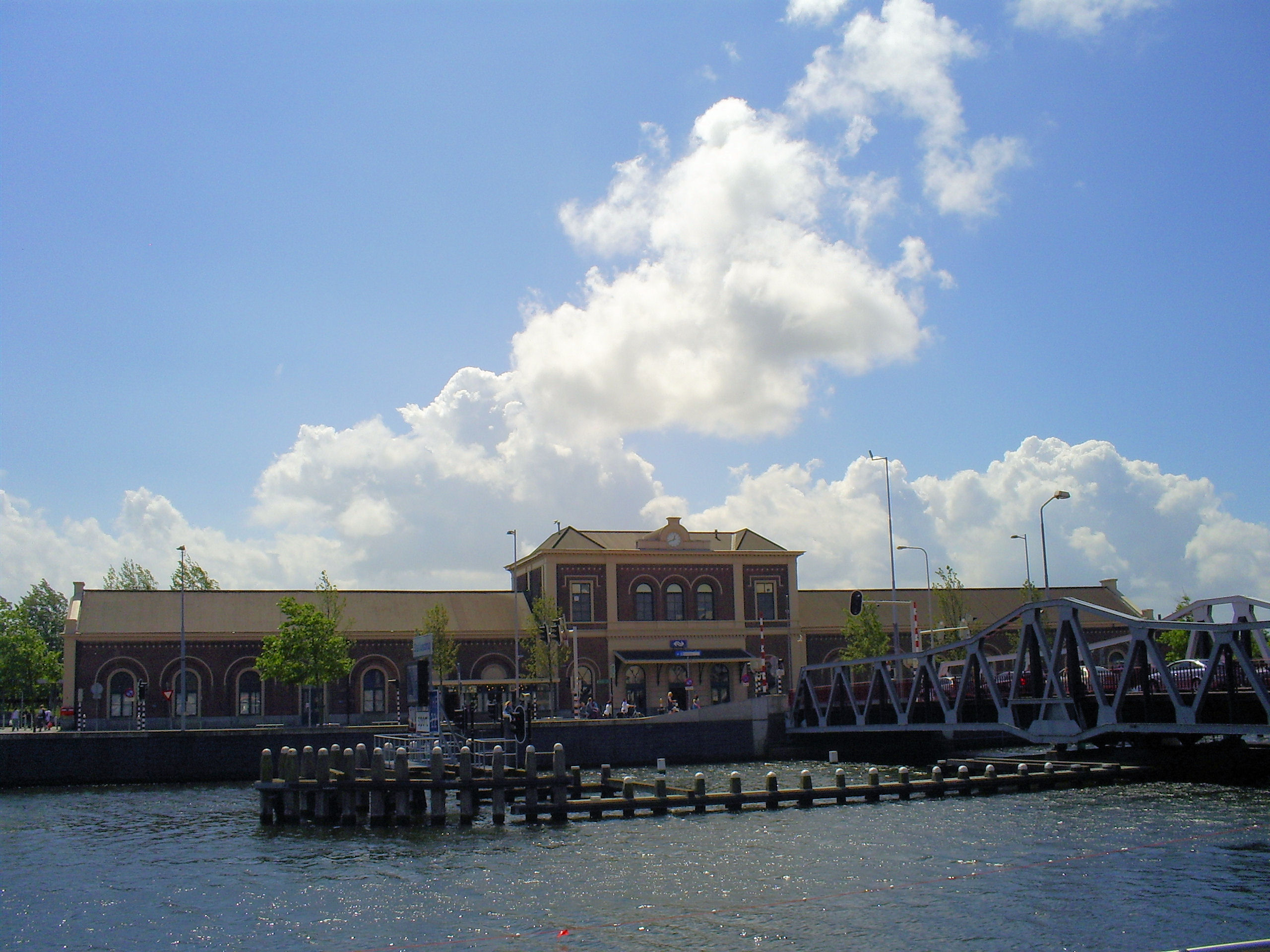
Gare de Middelbourg.
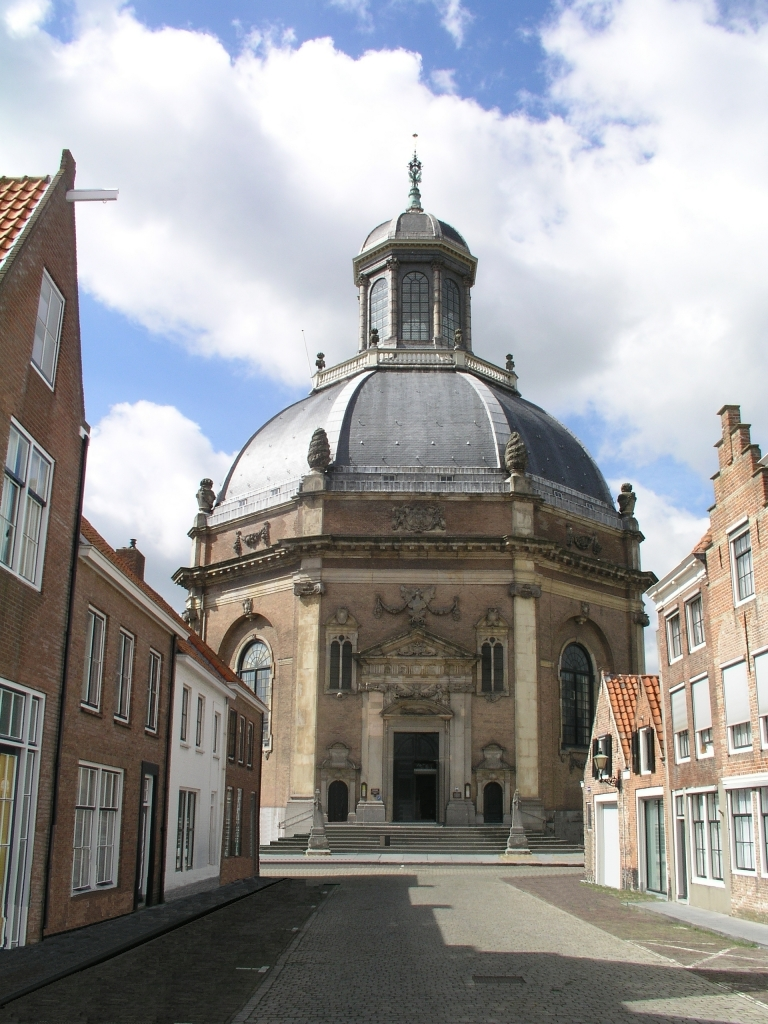
De Oostkerk.
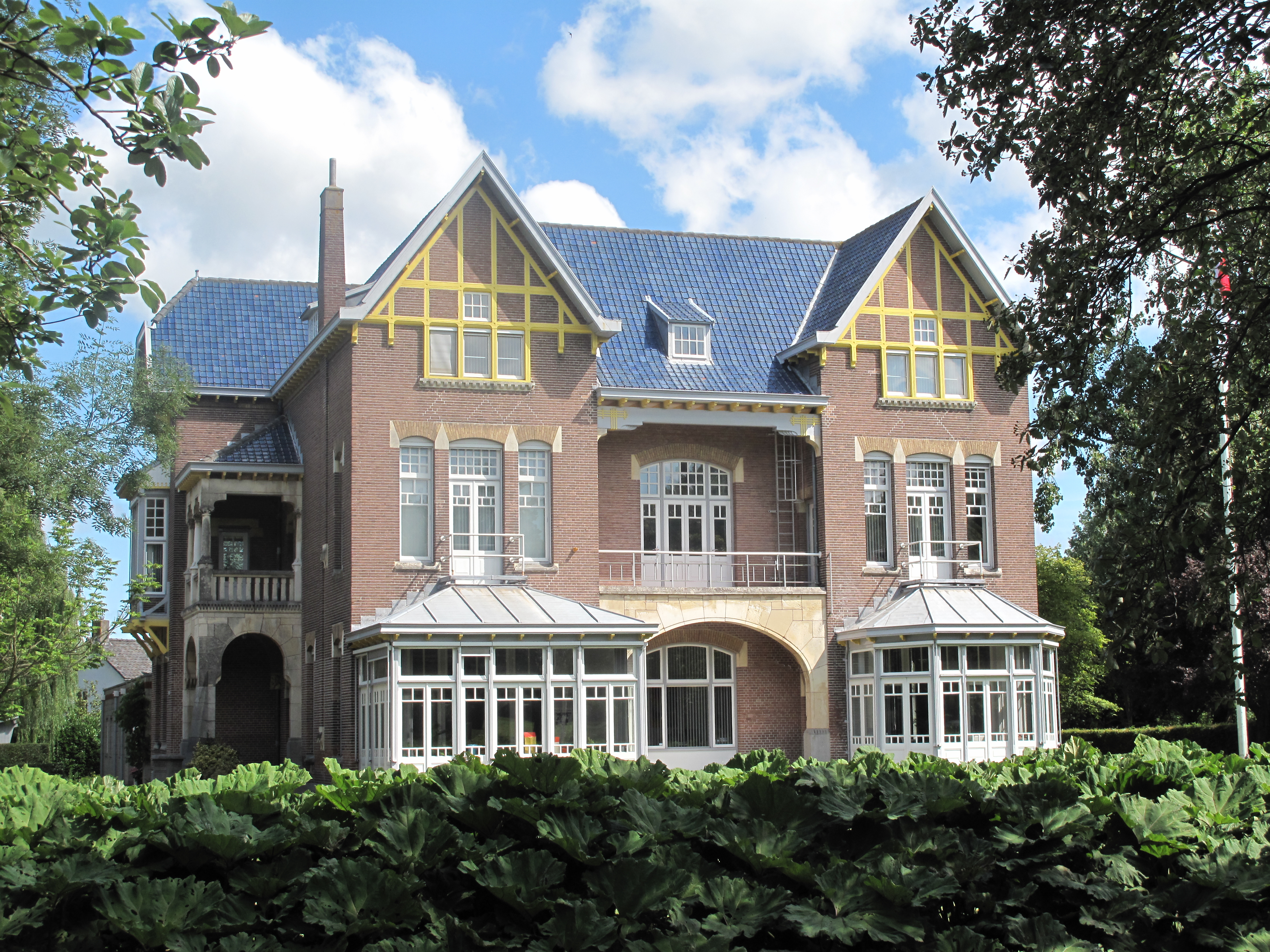
Villa Arduin.
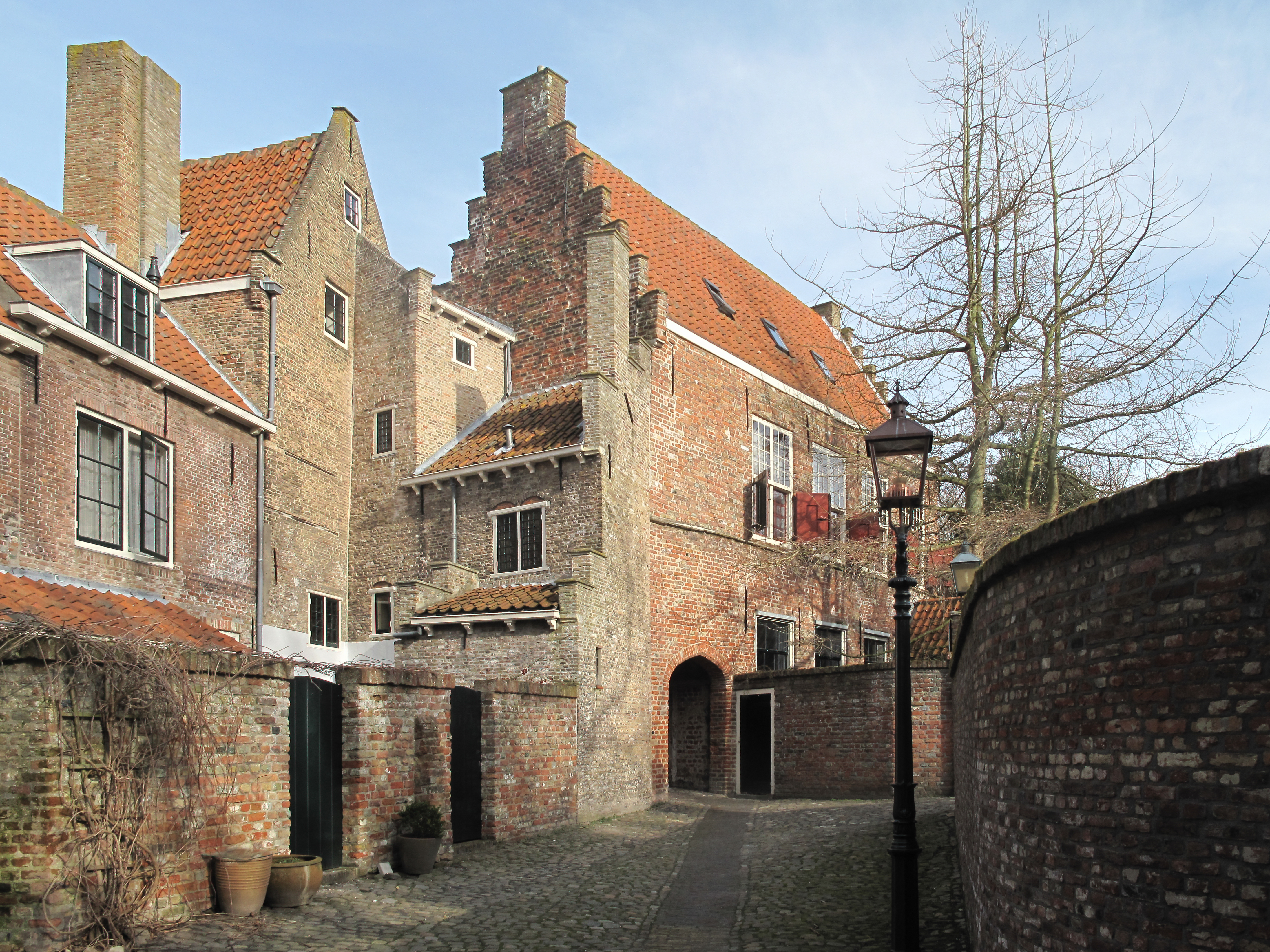
De Kuiperspoort.
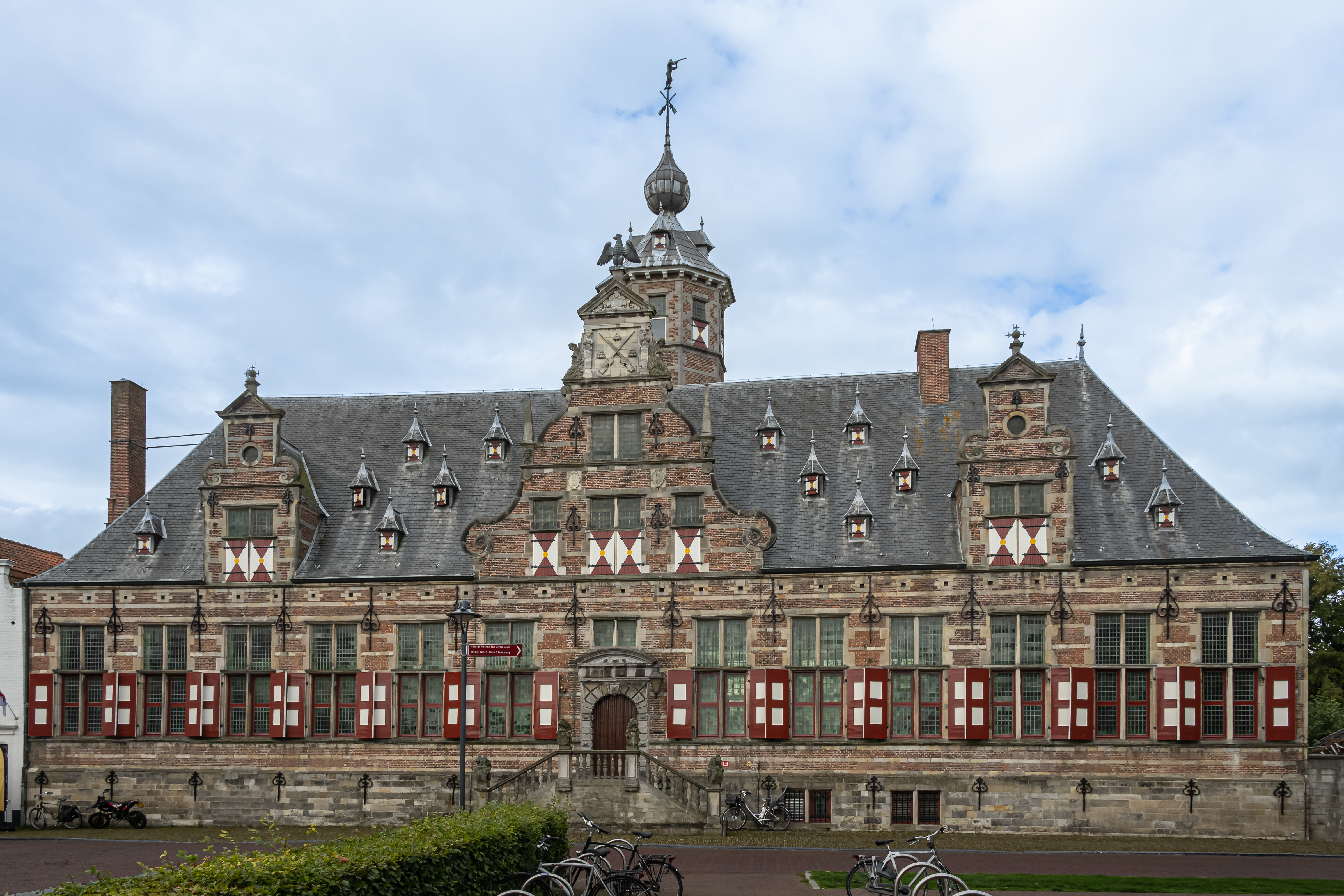
De Kloveniersdoelen.
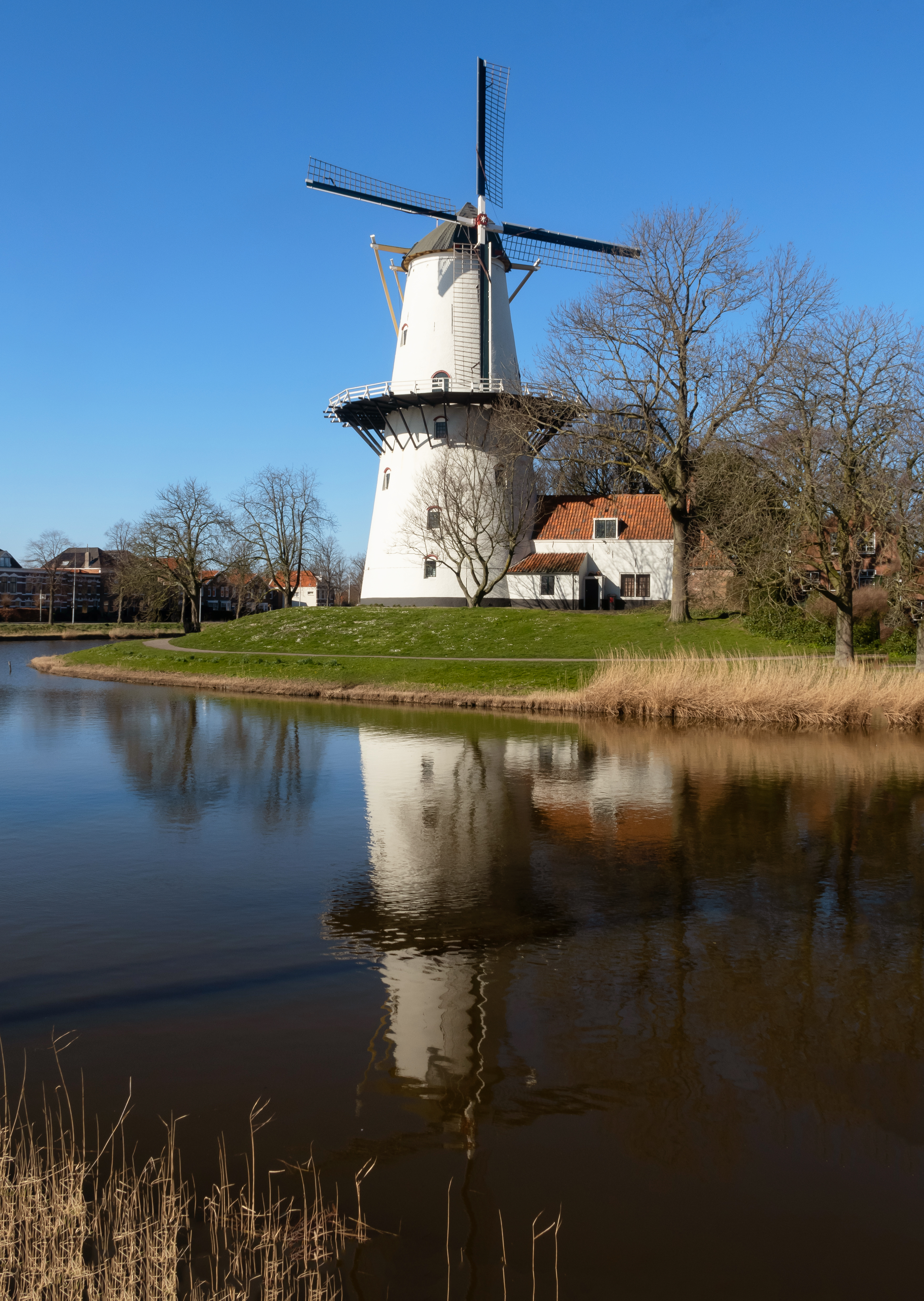
Moulin De molen de Hoop.